# Fotballklubben Mjølner
Il Fotballklubben Mjølner è una società calcistica norvegese con sede nella città di Narvik. Milita nella 3. divisjon, quarta divisione del campionato norvegese.

## Storia
Il club fu fondato nel 1932, quando lo Støa Mjølner (fino al 1926 diventò FK Steady 1919 Mjølner) ed il King Mjølner (fino al 1921 FK Freidig 1918 Mjølner) si fusero. La squadra fu chiamata Mjølner fino al 1994, quando diventò Mjølner-Narvik. Ad ottobre 1997, il club si fuse con i rivali del Narvik/Nor ed il nome scelto fu Narvik FK. A febbraio 2005, il Narvik tornò a chiamarsi Mjølner.
Il Mjølner fu il primo club del Nord-Norge a giocare nella massima divisione norvegese. Prima del 1972, infatti, i club di quella zona del paese non potevano giocare nella 1. divisjon. Il Mjølner vi militò nel 1972 e nel 1989, retrocedendo però in entrambi i casi dopo una stagione.
Con l'eccezione di quelle due stagioni, il club giocò nel secondo livello calcistico norvegese dal 1970 al 1991. Nel 1992, infatti, il Mjølner militò nella 2. divisjon, per guadagnarsi la promozione e giocare altre tre stagioni nella 1. divisjon. Nel 2001, il club scivolò in 3. divisjon: dopo un anno, riconquistarono un posto nella 2. divisjon, per perderlo ancora nel 2004. Nel 2010, la squadra vinse tutti i 26 incontri della 3. divisjon e tornò nella 2. divisjon, ormai nota con il nome di Fair Play Ligaen.
La squadra detiene il record di 13 vittorie finali nella Nord-Norgesmesterskap, divise tra 9 successi del Mjølner e 4 del Narvik/Nor.

## Palmarès

### Competizioni nazionali
- 3. divisjon: 1

2017 (gruppo 6)
- Nord-Norgesmesterskap: 13

1929, 1935, 1937, 1946, 1947, 1948, 1950, 1951, 1959, 1960, 1961, 1965, 1966

### Altri piazzamenti
- 2. divisjon:

Terzo posto: 2000 (gruppo 8)
- 3. divisjon:

Secondo posto: 2013 (gruppo 11)
- Nord-Norgesmesterskap:

Finalista: 1933, 1953, 1963, 1964, 1968, 1969

## Rosa
| N. |                     | Ruolo | Calciatore                 |
| -- | ------------------- | ----- | -------------------------- |
| 1  | Svezia (bandiera)   | P     | Benny Lekström             |
| 3  | Kenya (bandiera)    | D     | Wycliffe Juma Oluoch       |
| 4  | Norvegia (bandiera) | D     | Torgeir Kvitvik            |
| 5  | Norvegia (bandiera) | D     | Aleksander Torvanger       |
| 6  | Norvegia (bandiera) | C     | Mathias Nicolaisen         |
| 7  | Norvegia (bandiera) | C     | Børge Henriksen            |
| 8  | Norvegia (bandiera) | C     | Tobias Fjellbakk           |
| 9  | Norvegia (bandiera) | A     | Raymond Sandbakk           |
| 10 | Norvegia (bandiera) | A     | Espen Eide Nilsen          |
| 11 | Norvegia (bandiera) | C     | Andreas Markussen          |
| 12 | Norvegia (bandiera) | P     | Joakim Evjen               |
| 13 | Norvegia (bandiera) | A     | Markus Fjellstad Israelsen |

| N. |                     | Ruolo | Calciatore              |
| -- | ------------------- | ----- | ----------------------- |
| 14 | Norvegia (bandiera) | C     | Øyvind Frantzen         |
| 16 | Norvegia (bandiera) | D     | Andreas Framvik Nilsen  |
| 17 | Norvegia (bandiera) | A     | Kawa Aziz Mohamad       |
| 18 | Norvegia (bandiera) | A     | Vebjørn Valle Grunnvoll |
| 19 | Norvegia (bandiera) | D     | Nijlas Eira             |
| 20 | Norvegia (bandiera) | C     | Lasse Harlund           |
| 21 | Norvegia (bandiera) | D     | Johnny Villa Nerbø      |
| 22 | Norvegia (bandiera) | A     | Stian Johnsen           |
| 24 | Norvegia (bandiera) | A     | Jonas Strømsnes         |
| 25 | Norvegia (bandiera) | D     | Henning Larsen          |
| 26 | Norvegia (bandiera) | D     | Ole Bjørn Kanstad       |
| 27 | Norvegia (bandiera) | C     | Jesper Bordal Schmiel   |